# Baryscapus ichthyus
Baryscapus ichthyus är en stekelart som först beskrevs av Burks 1943.  Baryscapus ichthyus ingår i släktet Baryscapus och familjen finglanssteklar. Inga underarter finns listade.